# Göteborgs Hospitalskyrkogård

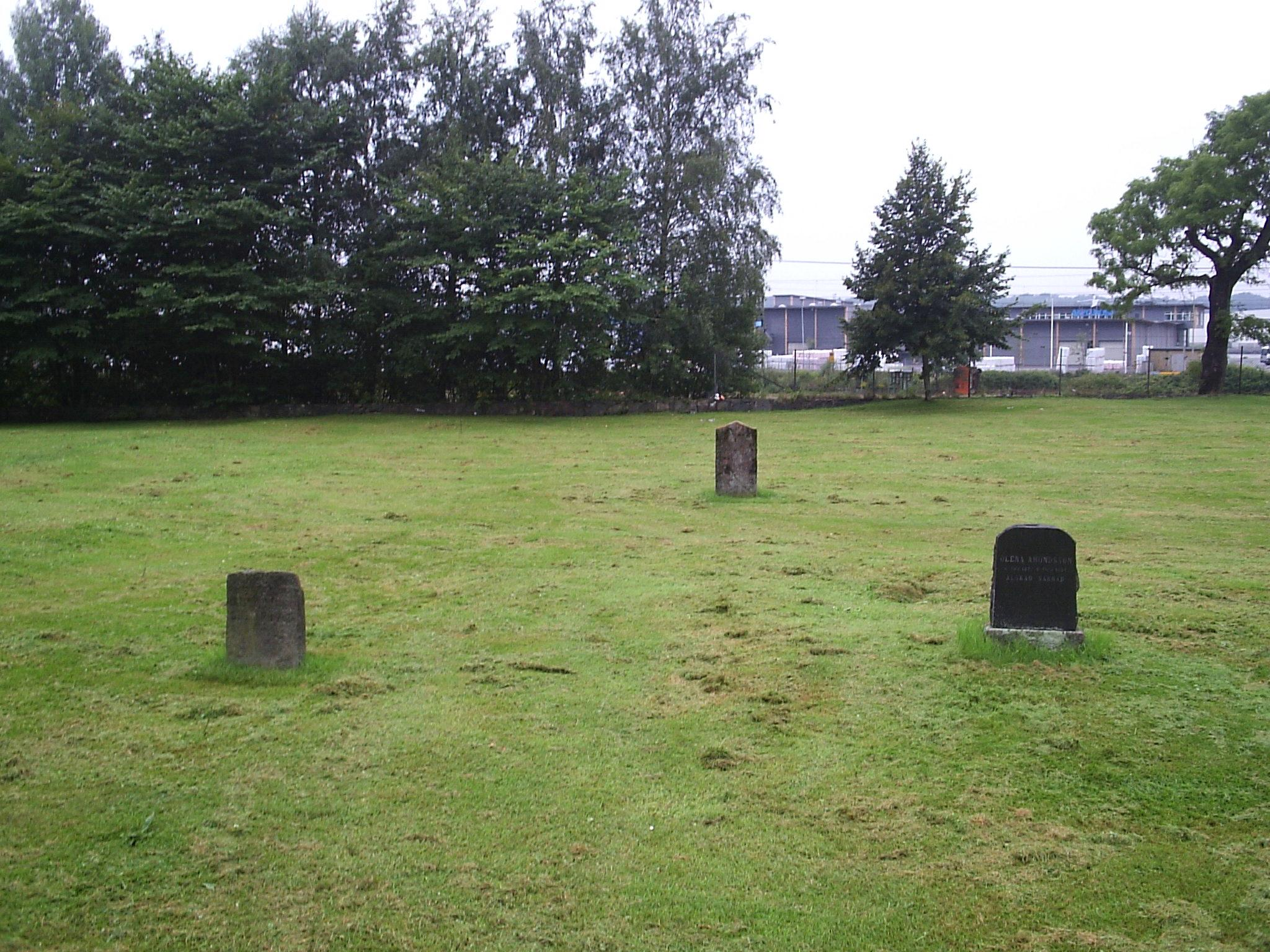
Hospitalskyrkogården.

Göteborgs Hospitalskyrkogård, även kallad Nylöse hospitalskyrkogård, har funnits sedan slutet av 1500-talet, och var länge kyrkogård till Göteborgs hospitalsförsamling. Den ligger vid Gamlestadsvägen, men idag finns bara någon enstaka gravsten kvar.
Kyrkogården är skyddad enligt kulturmiljölagen. På dess plats har också legat ett franciskanerkloster.